# Hovárdos
Hovárdos (németül: Harmisch, horvátul: Vardeš) Gyepűfüzes településrésze, egykor önálló község Ausztriában Burgenland tartományban a Felsőőri járásban.

## Fekvése
Felsőőrtől 25 km-re délkeletre,  Szombathelytől 20 km-re délnyugatra a Rodlingbach völgyében fekszik.

## Története
Hovárdos határában a Hohensteinmaißbergen már a település alapítása előtt termeltek ki mészkövet és több mészégető is működött itt. Az itt bányászott mészkövet később az egész vármegye területére szállították az építkezésekhez.
A települést horvátok alapították 1680-ban. 1773-ban "Hovardos", "Harmis", majd 1786-ban "Owardosch", "Harmisch" néven tűnik fel a korabeli forrásokban. A kis falut csaknem teljesen az Erdődyek erdei veszik körül, ez alól csak a Rodlingbach egy keletre nyíló kis völgyszakasza jelenti a kivételt.

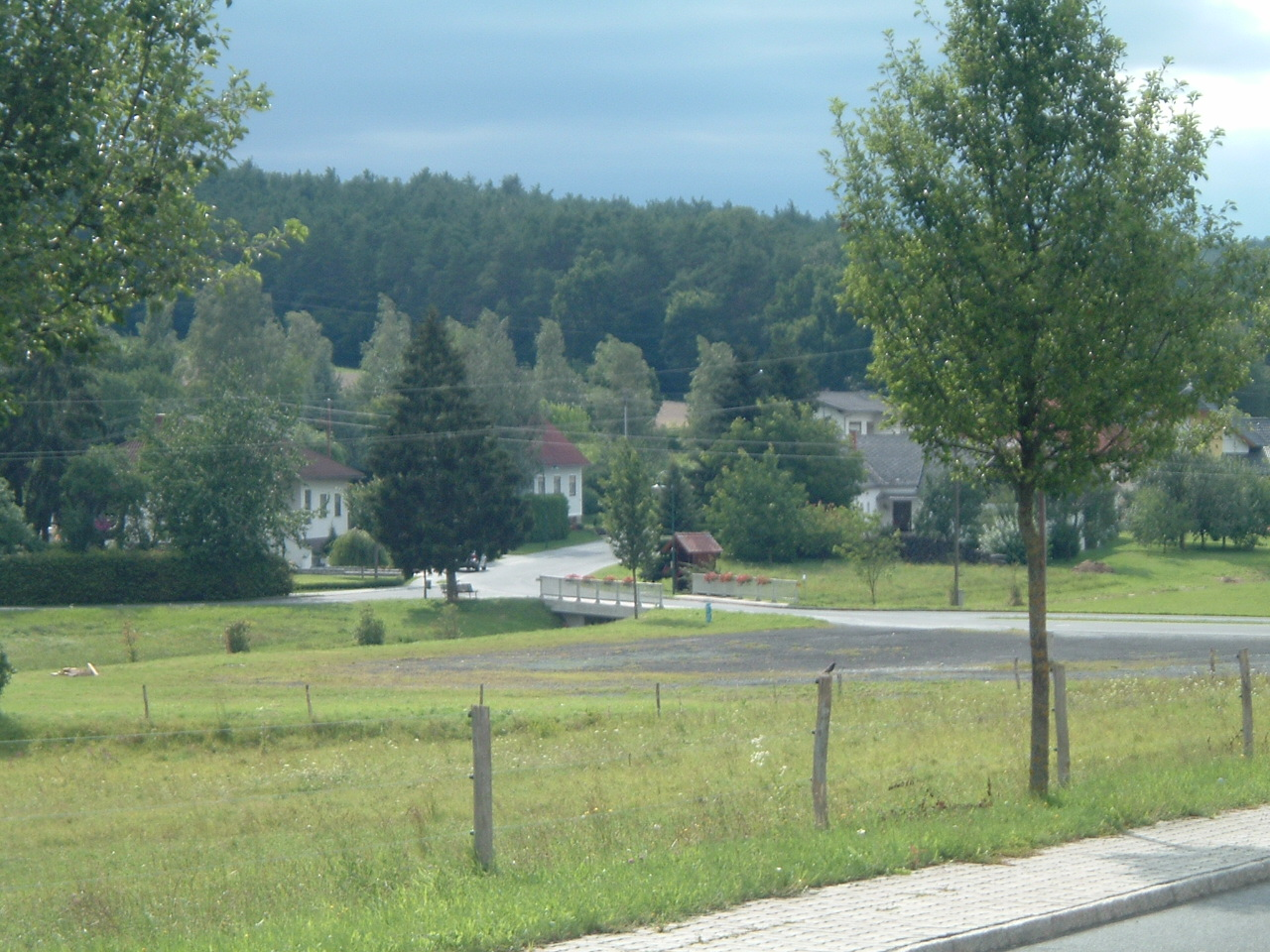
Hovárdos bejárata keletről

Vályi András szerint "HOVÁRDOS HARMIS. Vas Várm. földes Ura G. Erdődi Uraság, fekszik Péterfához nem meszsze, és annak filiája."
Fényes Elek szerint " Hovárdos, Hamicz, horvát f., 194 kath. lak., sovány határral. F. u. gr. Erdődy, ut p. Szombathely."
Vas vármegye monográfiája szerint "Hovárdos, 32 házzal és 214 horvát és németajkú lakossal. Postája Gyepű-Füzes, távírója Német-Szt.-Mihály. Birtokosok az Erdődyek. " 
1910-ben 192, horvát, német és magyar lakosa volt. A trianoni békeszerződésig Vas vármegye Felsőőri járásához tartozott. 1921-ben Ausztria Burgenland tartományának része lett. Lakóinak kétharmada még 1934-ben is horvát anyanyelvű volt, csak a második világháború után érkezett jelentős számú német betelepülő. 1971-ben Gyepűfüzeshez csatolták.

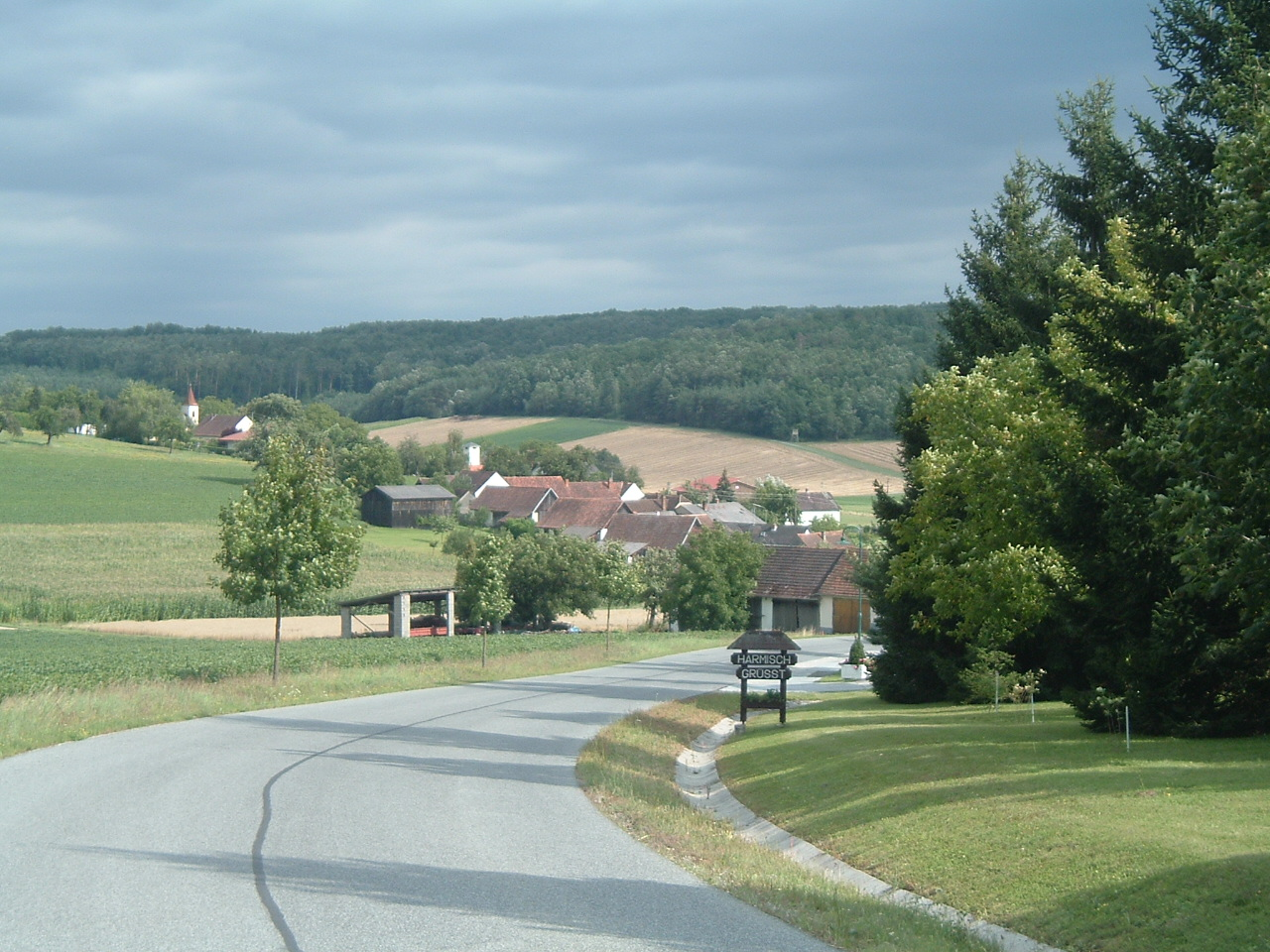
Hovárdos bejárata északról

## Nevezetességei
- A Szentháromság tiszteletére szentelt római katolikus templomát 1822-ben építették. Tornya 1831-ben épült. Fából készített Madonna-szobra a máriazelli kegyszobor másolata. 1967-ben és 1976-ban renoválták.

## Külső hivatkozások
- Hivatalos oldal
- Hovárdos a dél-burgenlandi települések honlapján